# 200年の夜と孤独〜おひとりさま吸血鬼〜
『200年の夜と孤独〜おひとりさま吸血鬼〜』は松田円による日本の4コマ漫画作品。『まんがホーム』(芳文社)2013年4月号から6月号までゲストとして連載されたのち、7月号連載開始、2016年3月号まで連載された。全2巻。

## 作品概要
200年以上の時を過ごす吸血鬼・月夜野しのぶが現代で生活する様子を描いた。なお、作者の別作『スナックあけみでしかられて』は本作と同じ世界観の物語であるが、月夜野しのぶと『スナックあけみでしかられて』の主人公である戸倉あけみの間に接点は一切無い。
同一の世界観であることは『スナックあけみでしかられて』側の方でもそれを裏付けるエピソードがある。『スナックあけみでしかられて』にて、スナック『あけみ』の常連客の先輩がT大に合格した時に「幸運のコウモリ」として大事にしていたハロウィン用の飾りを譲り受け、それを店に持参したエピソードのサブタイトルが「某吸血鬼・作」となっていることから、両作が同一の世界観にあることが暗に示されている。

## 登場人物
月夜野しのぶ
本作の主人公。200年以上生きている女性の吸血鬼で、日光を浴びると灰になる。バイト先のコンビニでは自らが吸血鬼である事をカミングアウトしている。レンタルビデオ店のバイトも掛け持ちしている。
吸血鬼なので泳げない（体が浮かない）が、海で入水自殺を図ろうとした男性を引き摺って救助した描写がある（しのぶは入水自殺しようとした男性を「水着を忘れて服を着たまま泳ごうとして溺れた人」と思い込んでいた）。また、コウモリに変身して海で溺れていた猫を鷲掴みにして救助したことから、水上の飛行については支障ない。日光を熱く感じているが気温は一切感じない。基本的に呼吸をしていない。
血が通っていないのだが、血は出る。
元は人間だったが、寒さと飢饉で死にかけていたところに何者かによって首を噛まれ、体は人間ではなくなり、吸血鬼と化したことが明らかになった。その際に付けられた傷は余程よく見ないと自分でも判らない小さな傷だが、残っている。
200年以上生きているが、本人は作中で「一度死んでいる」と語っているため、この「死」は身体が人間じゃなくなり、吸血鬼化したことを指しているものと思われる。
現在は夏祭りの時期にイベントの一環として浴衣を着用する以外は主に洋服を着ているが、200年以上生きている（すなわち、江戸時代から生きている）ことから、人生の半分以上を着物を着て過ごしてきたため、着付けが上手く、着崩れない。着物は少なくとも60年くらい前までは着ていたことが判っている。
これは60年ほど前のバレンタインのエピソードで、不景気により空腹にあえいでいたサラリーマンに出くわし、たまたま持っていたチョコレートを渡した時の話だが、その時の回想シーンでは着物を着ている。
この時のサラリーマンにとってしのぶが初恋の相手だったらしいことが、凡そ60年の時を経た現在、曾孫と思われる少女によって語られる。
「月夜野しのぶ」という氏名は50年くらい前に自分で付けたらしく、本名ではない。
そのため、かつては「ミヨ」という名前を名乗っていた時期もあるらしい。
手先が不器用で絵も下手である。そのため、ハロウィーンの時期には自身がコウモリに変身できることから親近感があって嬉々としてコウモリやゾンビなどの飾り付けを自作するが、下手ゆえに出来映えが非常に怖い。
不老不死であるため、老化ないことを疑問視されないようにする必要がある。このため、長期間にわたって同じ場所に留まることができず、定期的に街を渡り歩く。
作中では佐藤が退職してからほどなくして辞め、別の地に移ったことが語られるが、佐藤の実家のコンビニにしのぶと思われる女性が現れ、店内が混雑する中、納品の手伝いをして去って行く描写がある。
店長（コンビニ）
しのぶが働いているコンビニエンスストアの男性店長。
人が良く、しのぶが吸血鬼であることを信じているかどうかは不明だが、吸血鬼である旨を理由に昼のシフトには入れない旨を伝えても柔軟に対応している。
佐藤
コンビニのアルバイト店員の若い男性で大学に通っている学生。
しのぶと同じシフトに入っていることが多く、彼女からは「バイト君」と呼ばれている。
女性にもてず、彼女がいないため、リア充を嫌い、カップルが痴話ゲンカしているところを見ると嬉々として楽しむ。
実家も両親がコンビニを経営しており、後に経営者である父親が身体を壊したこともあって実家に戻って後を継ぐ（大学を卒業した後か、中退して帰省したかは不明）。
初登場は第2話。第1話にもしのぶと同じシフトで入っている男性の夜勤店員が登場しているが、髪型やテンションが全く違うため、別人である。
しのぶよりも少し先に退職。
リョーコ
クリスマスが近くなった、ある日の夜、道ばたで眠りこけていた女性。
ノンアルコール飲料でも酔える特技を持つ。
起こしてくれたしのぶと意気投合し、行きつけのバーに誘って呑み飽かす。
カサブランカ
しのぶの友達で故人。
しのぶとは少なくとも40年来の友達であるようだ。
しのぶから「カサブランカさん」と呼ばれるのは、いつも花瓶にカサブランカが供えられていることによるものであり、本名ではない。
彼女はしのぶのことを「ヨルさん」と呼ぶが、これはしのぶが夜しか出歩けず、いつも夜に逢うことからそう呼んでいるものであり、2人とも互いの本名は知らない。
墓地の管理人
しのぶが「カサブランカさん」と呼ぶ故人の墓がある墓地の管理人をしている男性。
幽霊を見ても驚かないが、これは墓地の管理人をしていることで幽霊の類いに慣れているからではなく、実は彼自身も既に故人であるため。
吸血鬼のファンだったらしく、しのぶにサインを書いてもらった。
髪結いの少女
しのぶの知り合いで、方々を廻っている髪結いの女性。
見た目は若い少女のようだが、元の姿は和服を着ておかっぱ頭をした日本人形のような容姿である。
作中では人間か妖怪かは言及されていないが、しのぶから存在を聴かされた佐藤は江戸時代から生きている妖怪だと推測している。
顧客の中には二口女などの妖怪が居るらしいことから、恐らく佐藤の推測通り妖怪の類いである可能性が高い。
店長（レンタルビデオ店）
しのぶの第2アルバイト先であるレンタルビデオ店の店長。
女性であるしのぶが深夜のシフトに入ると男性客がAVを借りにくくなるのではないかという懸念を抱いていたが、逆に熟女物のレンタルが増えたと喜んでいた。
何度か登場したものの、本作ではコンビニの方が主体に置かれているため、殆ど登場しない。
桜の精
樹齢100年超で、しのぶの古くからの友人。
年齢ではしのぶの方が100歳以上も年上であるが、不老不死のしのぶや、寿命が何百～何千年にもおよぶ木にとって年齢の差異は大した問題ではないためか、しのぶと対等に口を利ける立場である。
桜の精であるため、桜の花が咲く春の時期にしか逢わない。

## 単行本
- 松田円『200年の夜と孤独〜おひとりさま吸血鬼〜』 芳文社〈まんがタイムコミックス〉、全2巻
  1. 2014年10月22日初版発行（2014年10月7日発売[9]）、ISBN 978-4-8322-5329-2
  2. 2016年4月22日初版発行（2016年4月7日発売[9]）、ISBN 978-4-8322-5473-2